# NOM-010-STPS-2014
NOM-010-STPS-2014 es una norma oficial mexicana de la Secretaría del Trabajo y Previsión Social que establece los procesos y las medidas para prevenir riesgos a la salud del personal ocupacionalmente expuesto a agentes químicos contaminantes del medio ambiente laboral y la metodología para realizar el reconocimiento, la evaluación y control. La norma fue publicada en el Diario Oficial de la Federación el 28 de abril de 2014 estableciendo un plazo de dos años para su entrada en vigor por lo que se encuentra vigente a partir del 28 de abril de 2016 sustituyendo a la norma NOM-010-STPS-1999.